# 熱海銀座商店街

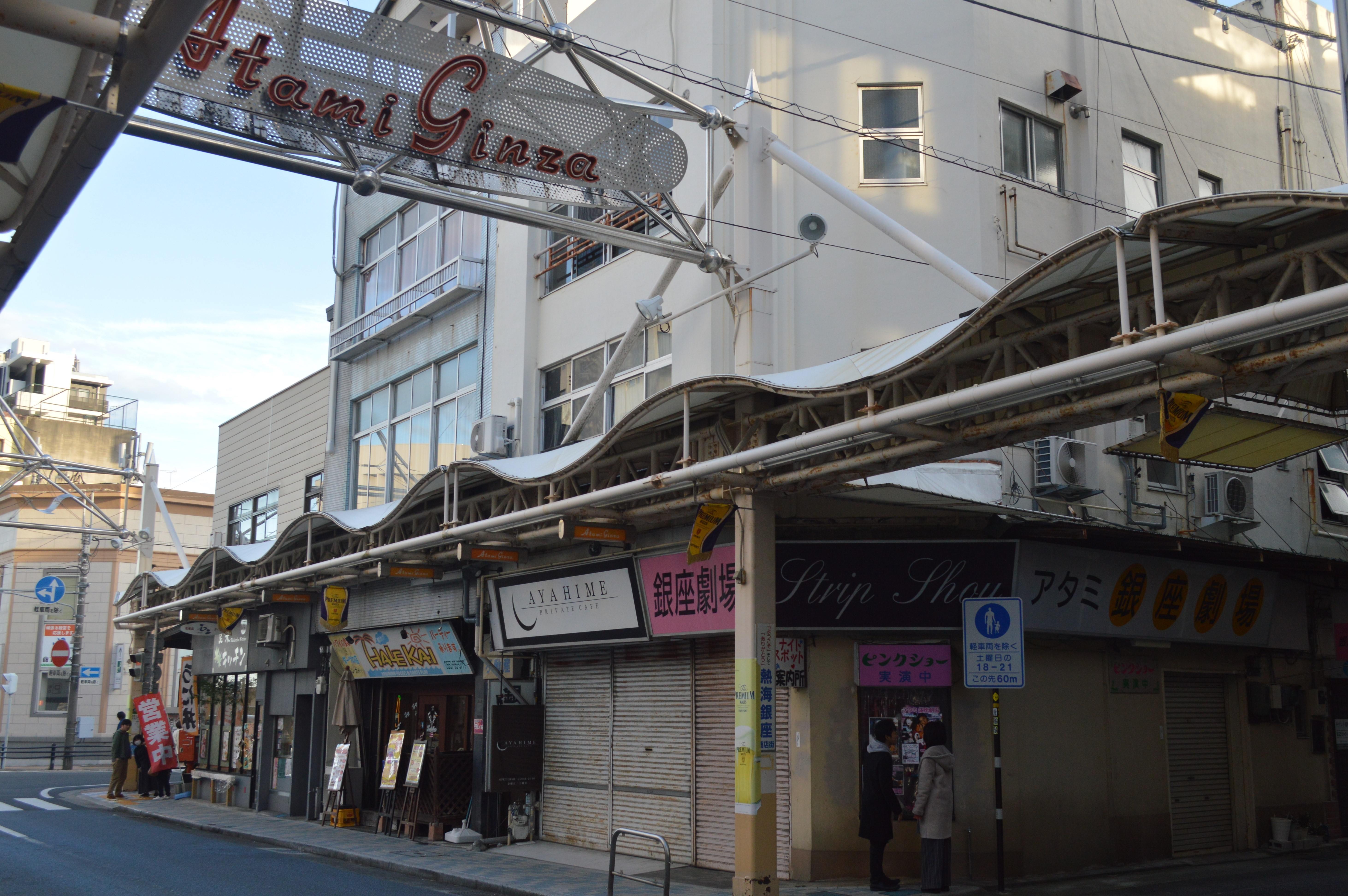
熱海銀座商店街（南出口付近）

熱海銀座商店街（あたみぎんざしょうてんがい）は、熱海市市街地の商店街。
江戸時代の熱海温泉の中心地である大湯周辺と海岸部をつなぐ位置にある「熱海銀座（銀座通り）」の商店街である。
場所柄、先祖が来宮神社の御神体を海中から拾ったとされる小沢ひもの店や、先祖が義民・釜鳴屋平七である釜鶴ひもの店など、熱海の漁民の歴史と関わっている老舗のひもの店を擁し、また、来宮神社の例大祭である「こがし祭」の「御神幸行列」や、湯前神社の秋季例大祭における「湯汲み道中」などの通り道ともなっている。特に「御神幸行列」では、小沢ひもの店前で鹿島踊りも披露される。
また下述するように、2013年11月から、熱海銀座商店街を歩行者天国にして地域の雑貨や食品の出店を並べる「海辺のあたみマルシェ」も、不定期で開催されている。

## 熱海銀座について
現在「熱海銀座」「銀座通り」と呼ばれている一帯は、かつて「本通町」「本町通り」と呼ばれていた温泉場の中心的な通りの海側（下町）に相当する部分であり、江戸時代までの熱海温泉の中心的な源泉であった「大湯間歇泉」やその付近に形成されていた温泉宿群（湯戸）がある商業的中心地だった「上町・本町」からやや下った、庶民・漁民が暮らしていた場所だった。
明治に入ると、江戸時代までの「湯戸」の支配体制が崩れ、自由な商業経済活動が行われる中で、商業開発のしやすさや立地条件の良さから、熱海の商業的中心地へと浮上することになった。
「銀座」の名は、関東大震災復興時に東京の銀座から正式に継承したものであり、戸越銀座に次いで日本で2番目、東京外では初めて「銀座」の名を継承した。かつては譲り受けた数寄屋橋の柳があったが、1950年（昭和25年）の「熱海大火」の際に焼失してしまった。
長らく観光客のための商業的中心地だったが、1960年代に入ると熱海駅周辺の開発も進み、他の市街地の開発も進んだため、徐々に存在感は薄れていき、象徴的な意味合いが強くなっていった。
1990年代以降、町の衰退と道を同じくし、2000年代には一時シャッター街と化すが、2010年代以降は、株式会社machimori等の地域おこし事業の効果や、株式会社TTCによる人気店の出店、熱海自体の観光地としての人気復活などもあり、活気を取り戻している。

## 店舗

### 名産品
- 釜鶴ひもの店
- 小沢ひもの店
- あをきのひもの本店
- 佐藤油店

### 飲食店
- やきとり 鳥満
- とくぞう熱海さかな横丁
- 熱海銀座 おさかな食堂（夜は おさかな酒場）
  - 熱海銀座 おさかな食堂はなれ
- お肴野郎 清介(きよすけ)
- 飲み食い処 山洋水産
- そば処 利久庵(りきゅうあん)
- 海鮮丼専門 五鉄(ごてつ) 熱海店
- ハワイアン料理 ハレカイ
- 食楽キッチン 熱海銀座店
- やまもと うどん居酒屋

カフェ・スイーツ
- 和栗菓子 kiito-生糸-（モンブラン専門店）
- 純喫茶パインツリー
- MARUYA Terrace（カフェ）
- 熱海プリンカフェ2nd
- CAFE RoCA
  - Caffè Bar QUARTO
  - La DOPPIETTA
- Organic Box
- 熱海さとり本店（抹茶スイーツ）

酒場
- Club POLARIS

### 服飾・宝飾
- メガネのフジワラ
- 時計・眼鏡・宝飾 イナダ
- 特選紳士・婦人洋品 花菱
- 小宮袋物店
- 絹川屋

### 宿泊
- ゲストハウス 友蘭(ゆうらん)
- ゲストハウス マルヤ

### 銀行
- スルガ銀行 熱海支店
- 静岡中央銀行 熱海支店

### その他
- 創作工房アトリエラウト
- 目の湯（佐治郎の湯、熱海七湯の1つ）
- すぎもと薬局
- 熱海銀座劇場

## 周辺

### 北西（大湯方面）
北西方面に銀座通りを上がっていくと、熱海駅方面と市役所方面をつないでいる「熱海駅前通り（咲見町一番街）〜市役所前通り（本町商店街）」の道と、交差する交差点に出る。交差点周辺には、老舗の和菓子店である
- 本家ときわぎ
- 常盤木羊羹店

や、老舗ラーメン店である
- 石川屋
- 一番軒

などがあり、熱海駅方面に少し進むと、
- 風呂の湯（熱海七湯の1つ）
  - 水の湯（かつては熱海七湯の1つとも[8]）

がある。
そこから、さらに北西方面に進んだ江戸時代の「本町」エリアには、
- 熱海ニューフジヤホテル
- 静岡銀行 熱海支店

等が向かい合っている。
そこから、さらに進むと、熱海七湯の1つである「小沢の湯」や市役所裏の「御殿稲荷神社」を経由しつつ「マックスバリュ 熱海店」の裏に出る「温泉通り」と、交差する交差点に出る。
そこから、さらに北西方面に進んだ江戸時代の「上町」エリアには、
- ニューフジヤホテル・アネックス
- 大湯間歇泉（熱海七湯の1つ、江戸時代までの中心的源泉）
- 湯前神社（大湯関連神社）

などがある。
その少し上の旧・日航亭大湯の手前の道を南西へと進むと、来宮神社へと上がっていく「宮坂」の道へと合流する。

### 北東（サンビーチ方面）
北東には、裏通りや国道135号（上り）に面する形で、
- 海幸楽膳 釜つる（釜鶴ひもの店直営の食事処）
- Himono Dining かまなり（釜鶴ひもの店直営の食事処）
- 河原湯（熱海七湯の1つ）
- 三井のリパーク 熱海サンビーチ前駐車場（約30台）
- セブンイレブン 熱海銀座町店

などがあり、その北東には「熱海サンビーチ」がある。

### 南西（浜町通り方面）
南西には、銀座通りと糸川の間に「浜町（はまちょう）通り」があり、両者の通りをつなぐ（全4本中の）3本の脇道（路地）も含め、様々な飲食店が軒を連ねており、銀座通りと一体的な商圏を形成している。
- 秘苑（焼肉）
- かぎや（海鮮イタリア料理&オイスターバー）
- ボンネット（純喫茶）
- ひみつの本屋（古書店）
- 新熱海土産物店ニューアタミ（土産店）
- ロマンス座カド（ゲストハウス）
- スナックあた美
- 鮨割烹 廉（寿司）
- MOMO（バー）
- そのまま（割烹居酒屋）
- 楽（串焼き）
- 花かがり（居酒屋）
- 市民食堂 味(み)よし屋
- サンマリノ（イタリア料理）
- テルマーレ（イタリア料理）
- 立ち飲み処 山洋水産（居酒屋）
- 南大門（焼肉）
- 味里(みさと) 熱海店（海鮮・定食）
- 寿し忠(ちゅう)（寿司）
- らーめん しゅん（ラーメン・中華）
- naedoco（シェアオフィス）
- 柿右衛門（居酒屋）
- 三松鮨（寿司）
- モンブラン（ケーキ屋）
- ファミリーマート 丸文熱海店

### 南東（渚町方面）
国道135号（上り）との交差点の周辺には、
- ゆしま遊技場（射的・スマートボール）
- 宝亭（カレー）
- 串特急 熱海店（焼き鳥・串焼き居酒屋）
- 熱海渚町 おさかな丼屋ビストロ（海鮮丼）
- 熱海商工会議所
- 麺匠うえ田（ラーメン・つけ麺）

などがある。
さらに南東に進むと「なぎさ中通り」との交差点があり、さらに南東に進むと、海沿いの国道135号（下り）と「親水公園」の第1工区（スカイデッキ）へと至る。

## 海辺のあたみマルシェ
2013年11月より、地域活性化を目的として、商店街を歩行者天国にして地域の雑貨や食品の出店を出させる「海辺のあたみマルシェ」も不定期で開催されており、商店街の活性化に一定の貢献を果たしていると評価されている。（※は親水公園開催）
2013年
- 第1回 - 11/9(土)

2014年
- 第2回 - 1/19(日)
- 第3回 - 3/9(日)
- 第4回 - 5/18(日)
- 第5回 - 7/19(土)
- 第6回 - 9/13(土)
- 第7回 - 11/16(日)

2015年
- 第8回 - 1/18(日)
- 第9回 - 3/29(日)
- 第10回 - 5/24(日)
- 第11回 - 7/19(日)
- 第12回 - 9/27(日)
- 第13回 - 11/22(日)

2016年
- 第14回 - 1/17(日)
- 第15回 - 3/27(日)
- 第16回 - 5/29(日)
- 第17回 - 7/31(日)
- 第18回 - 9/25(日)
- 第19回 - 11/27(日)

2017年
- 第20回 - 1/15(日)
- 第21回 - 3/26(日)
- 第22回 - 4/29(土)※
- 第23回 - 5/28(日)※
- 第24回 - 6/25(日)※
- 第25回 - 10/1(日)
- 第26回 - 10/29(日)※(雨天中止)
- 第27回 - 11/26(日)※
- 第28回 - 12/17(日)※

2018年
- 第29回 - 3/25(日)
- 第30回 - 5/26(土)
- 第31回 - 9/23(日)
- 第32回 - 10/6(土)
- 第33回 - 11/25(日)

2019年
- 第34回 - 3/24(日)
- 第35回 - 9/22(日) (雨天中止)

2020年
- 第36回 - 3/22(日) (新型コロナウイルス予防のため中止)